# Samir Bellahcene
Pour les articles homonymes, voir Bellahcene.
Samir Bellahcene, né le 20 février 1995 à Montpellier, est un handballeur professionnel français.
Évoluant au poste de gardien de but, il mesure 1,91 m et pèse 120 kg. International français depuis 2023, il est champion d'Europe en 2024 puis remporte une médaille de bronze au championnat du monde 2025. En club, il joue pour le club allemand du TVB Stuttgart et rejoindra le Dinamo Bucarest à l'été 2025.

## Biographie
Originaire de Montpellier, Samir Bellahcene intègre dès 11 ans le centre de formation du Montpellier Handball. Il y signe en 2016 son premier contrat professionnel d'une durée de deux ans mais son temps de jeu est très limité derrière Vincent Gérard et Nikola Portner. Il sera ensuite prêté au club de Massy. En 2017, il s'engage avec le Massy Essonne Handball, promu en D1. Si la saison du club francilien est difficile puisque le club termine bon dernier du championnat, Bellahcene réalise de très bonnes performances au point d'être nommé parmi les trois meilleurs gardiens de but de la saison et d'être élu meilleur espoir de la saison du championnat.
Du fait de la relégation de Massy, Samir Bellahcene signe en 2018 en faveur du club nordiste de Dunkerque HGL où il s'impose comme le titulaire au poste.
En avril 2023, au profit d'une large revue d'effectif, il connait sa première sélection en Équipe de France pour affronter la Lettonie puis l'Italie lors des éliminatoires à l'Euro 2024,. Dans un match dominé par les Bleus, Bellahcene entre en jeu à dix minutes de la fin du match et réalise un « pastis » sur sa première action.
Au début de la saison 2023-2024, il est prêté au club allemand du THW Kiel à la suite de la blessure du gardien tricolore Vincent Gérard. Il réalise de bonnes performances en championnat et en Ligue des champions et en décembre, il annonce rester à Kiel jusqu'en 2025. Il est alors retenu en équipe de France pour participer au championnat d'Europe 2024. Auteur d'une très bonne compétition, il joue un rôle décisif dans le titre remporté par les Bleus. 
Néanmoins, le reste de sa saison est moins flamboyante avec Kiel et aux Jeux olympiques de Paris, Guillaume Gille lui préfère Vincent Gérard, de retour de blessure, et Rémi Desbonnet.
En manque de temps de jeu avec le retour d'Andreas Wolff, Samir Bellahcene quitte Kiel pour le TV Bittenfeld 1898 Stuttgart en novembre 2024 jusqu'à la fin de la saison.
Profitant de la retraite sportive de Vincent Gérard, il est retrouve des galons de titulaires au championnat du monde 2025 mais il se blesse à la cuisse droite à l'entraînement, à la veille du dernier match du tour préliminaire des Bleus et ne participe pas aux autres matchs des Bleus qui remportent une médaille de bronze.

## Palmarès

### En club
- Finaliste de la Coupe de France en 2019
- Vainqueur de la Supercoupe d'Allemagne en 2024

### En équipe nationale
- Championnat d'Europe :
  -  Médaille d'or au championnat d'Europe 2024
- Championnat du monde  :
  -  Médaille de bronze au championnat du monde 2025

### Distinctions individuelles
- Élu meilleur espoir du championnat de France 2017-2018
- Élu joueur du mois d'avril 2022 du championnat de France